# Telstar 1
Telstar 1 – pierwszy aktywny satelita telekomunikacyjny i pierwszy satelita zaprojektowany od podstaw do transmisji połączeń telefonicznych i przesyłu danych (obrazów telewizyjnych, sygnału telegraficznego i radiowego). Był to także pierwszy prywatny satelita. Telstar 1 dokonał pierwszej na świecie transmisji ruchomego obrazu telewizyjnego „na żywo”.
Statek pozostaje na orbicie, której żywotność szacuje się na 10 000 lat.

## Projekt i budowa

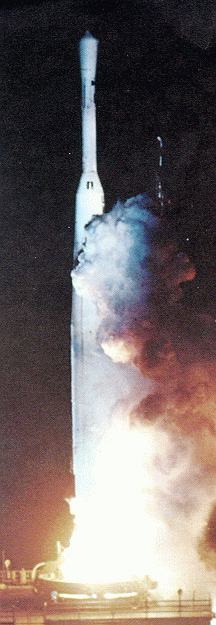
Start rakiety Thor Delta z satelitą Telstar 1

W 1960 firma AT&T rozpoczęła prace nad satelitarnym systemem telekomunikacyjnym „Telstar”. W tym celu zawiązała porozumienie z Bell Telephone Laboratories, NASA, brytyjską General Post Office (obecnie British Telecom) i francuską Post, Telegraph & Telephone Office (obecnie Orange).
Satelita został zbudowany w zakładach Bell Telephone Laboratories. Jego wymiary zostały ograniczone przez możliwości rakiety Thor Delta, która miała go wynieść na orbitę. Satelita na orbicie był stabilizowany obrotowo i dlatego ogniwa słoneczne umieszczono na jego całej powierzchni zewnętrznej. Wytwarzały one ok. 14 W energii elektrycznej.

### Stacje naziemne
Główna naziemna stacja odbiorcza znajdowała się w Goonhilly Downs, w Anglii, i należała do BBC, która to jeszcze w 1965 roku zapewniała transmisje z Europy do amerykańskich sieci telewizyjnych.
Zakłady Bella zbudowały także stację naziemną Andover Earth Station, w Andover. Kontrakt z NASA zakładał, że NASA będzie wypłacała Bellowi 3 miliony USD za każdy start satelity, z którym stacja miała się łączyć, niezależnie od powodzenia startu.

## Działanie
Wyniesiony został na orbitę przez NASA z Przylądka Canaveral 10 lipca 1962. Osiągnięta orbita pozwalała na transmisję transatlantycką tylko przez 20 minut w czasie każdego okrążenia Ziemi. Wysłanie jednego pakietu telemetrii zajmowało ok. 1 minutę.
Prędkość obrotu statku zmieniała się zgodnie ze wzorem:
{\displaystyle r=178,2e^{\frac {-t}{333}}} [obr./min],

gdzie t, to czas w dniach po starcie. Oś obrotu pierwotnie skierowana była w punkt o rektascensji 81,96° i deklinacji -65,57°. Położenie to wolno zmieniło się wraz z trwaniem misji, np. 9 listopada 1962 oś skierowana była w punkt o rektascensji 94,05° i deklinacji -51,91°.
Telstar przekazał pierwszy obraz telewizyjny – zdjęcie flagi na maszcie stojącym przed stacją naziemną w Andover – jeszcze w dniu startu.
Niespełna dwa tygodnie później, 23 lipca, Telstar 1 dokonał pierwszej transmisji sygnału telewizyjnego „na żywo”. Pierwsza transmisja miała odbyć się z udziałem prezydenta USA, Johna F. Kennedy’ego, ale łączność nawiązano nim prezydent był gotowy. Przekazano więc krótkie fragmenty meczu baseballowego między drużynami Philadelphia Phillies i Chicago Cubs, na stadionie Wrigley Field. Tego samego wieczora satelita przekazał pierwszą rozmowę telefoniczną, faks oraz sygnały telewizyjne „na żywo” i odtwarzane.

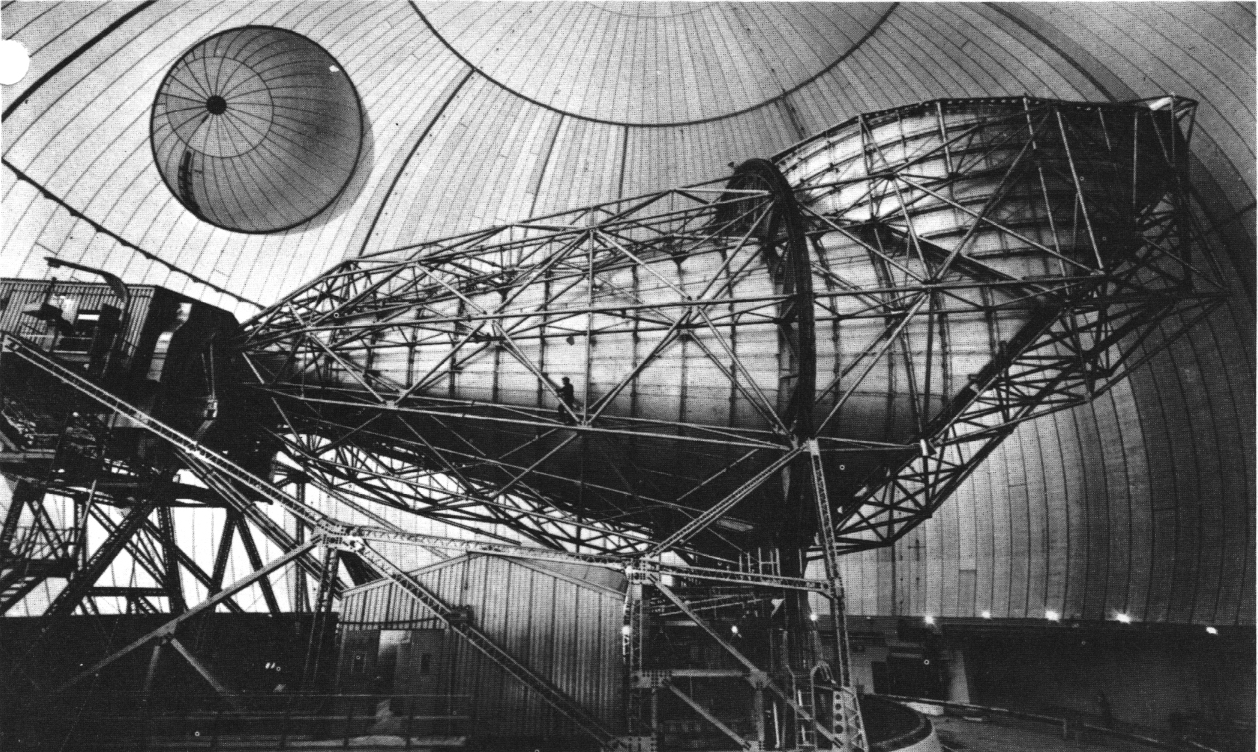
Antena tubowa w ośrodku Andover Earth Station

Statek pracował normalnie do listopada 1962, kiedy to kanał przyjmowania komend zaczął zachowywać się chaotycznie. Aby zapobiec komplikacjom, pozostawiano satelitę cały czas włączonego. 23 listopada 1962 kanał przyjmowania komend przestał odpowiadać. 20 grudnia udało się ponownie nawiązać kontakt ze statkiem. Dane odbierano do 21 lutego 1963. Wtedy też awarii uległ nadajnik. Przyczyną uszkodzeń i awarii Telstara 1 było najpewniej promieniowanie z próbnych eksplozji jądrowych przeprowadzanych w górnych warstwach atmosfery przez Stany Zjednoczone, w ramach operacji Fishbowl.
Eksperymenty z satelitarną transmisją danych oraz przekazywaniem programów radiowych i telewizyjnych oraz rozmów telefonicznych kontynuowano. W 1964 działały już dwa satelity Telstar, dwa Relay i dwa Syncom. Syncom 2 był pierwszym satelitą geosynchronicznym, a jego następca, Syncom 3,  był pierwszym satelitą geostacjonarnym, przekazywał bezpośrednie transmisje telewizyjne z Igrzysk Olimpijskich w Tokio w 1964.

## Ładunek
- Dwa nadajniki radiowe z modulatorem PCM/FM/AM

Telstar był wyposażony w antenę helikalną do odbioru sygnałów ze stacji naziemnej (pasmo mikrofal). Anteny nadające wzmocniony sygnał umieszczone były w obwodzie satelity. Układ elektroniczny automatycznie włączał antenę skierowaną w kierunku Ziemi.
- Eksperyment pomiaru rozkładu protonów i elektronów w pasach Van Allena

Czujnikami pomiarowymi były trzy złącza p-n (diody), które z osobna mierzyły: w sposób kierunkowy protony w 9 zakresach energetycznych od 2,4 do 25 MeV (apertura 25°); dookólnie, od 26 do 34 MeV; dookólnie, powyżej 50 MeV. Czwarte złącze p-n mierzyło elektrony w 4 zakresach: 180-280, 285-440, 390-615 i 635-990 keV (apertura 20°). Każdy kanał kierunkowy protonów był próbkowany co 3 minuty. Każdy z dwóch kanałów dookólnych protonów próbkowany był co 2 minuty. Czas akumulacji przekraczał czas obrotu statku wokół własnej osi.

## Nazewnictwo - Telstar w kulturze

### Muzyka
- Dla uczczenia startu Telstara 1 Joe Meek (nazywany przez fanów „The Telstar Man”) w 1962 skomponował i nagrał z zespołem The Tornados utwór instrumentalny „Telstar”. Stał się on pierwszym singlem brytyjskiego zespołu na 1. pozycji amerykańskiej listy przebojów Billboard Hot 100. Utwór był później wykonywany przez The Ventures, Bobby’ego Rydella i ostatnio przez Takako Minekawę.
- Holenderski muzyk i producent Johnny Hoes na początku lat 60. XX wieku założył firmę płytową o nazwie Telstar. Wkrótce stała się ona jedną z odnoszących największe sukcesy firm płytowych w Holandii.
- Telstar Records to nazwa brytyjskiej wytwórni płytowej, którą założyli w 1982 Sean O’Brien i Neil Palmer.
- W 1991 na albumie Susanny Hoffs pt. When You're a Boy znalazł się utwór „Wishing On Telstar”.
- W 1994 powstał szkocki zespół Telstar Ponies.

### Znaczki pocztowe
- Motyw satelity Telstar pojawił się na setkach znaczków pocztowych wydanych na całym świecie[3].

### Sport

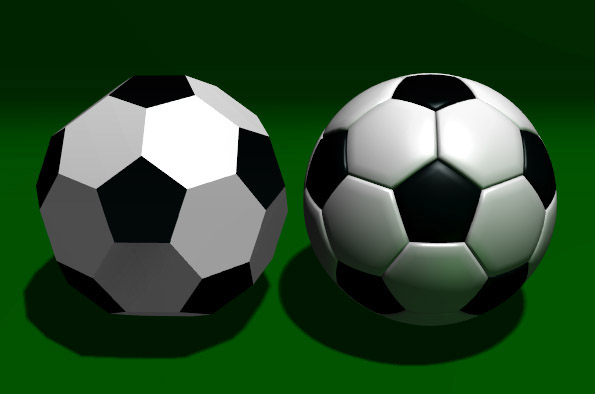
Piłka

- Adidas Telstar – piłka (nożna) wykorzystana w  Mistrzostwach Świata w Piłce Nożnej 1970 i 1974, synonim wyglądu piłki „do nogi”.
- Holenderski klub sportowy nazwany SC Telstar.

### Komputery
- Coleco Telstar – konsola do gier z lat 70 XX wieku oparta na chipie General Instrument AY-3-8500.
- Dodatkowy „boss” w grze Final Fantasy VI nazwany Telstar.

### Samochody
- Ford Telstar produkowany od 1983 do 1999 i sprzedawany w Azji, Australazji oraz RPA.